# Cirriformia violacea
Cirriformia violacea är en ringmaskart som beskrevs av Westheide 1981. Cirriformia violacea ingår i släktet Cirriformia och familjen Cirratulidae. Inga underarter finns listade i Catalogue of Life.